# Lucero Cuevas
Lucero Ximena Cuevas Flores (* 22. Januar 1996 in Cuernavaca, Morelos), allgemein bekannt als Lucero Cuevas, ist eine mexikanische Fußballspielerin, die über Jahre hinweg als Stürmerin tätig war und aktuell im offensiven Mittelfeld agiert.

## Leben
Zu Beginn ihrer Erwachsenenlaufbahn spielte Cuevas für den in ihrer Geburtsstadt beheimateten CF Ballenas Galeana sowie die Leonas Morelos, bevor sie einen Vertrag beim Hauptstadtverein Club América Femenil erhielt.
Mit América bestritt sie das Eröffnungsturnier der Liga MX Femenil und wurde in der Apertura 2017 erste Torschützenkönigin dieser Liga; einen Erfolg, den sie in der darauffolgenden Clausura 2018 gleich wiederholen konnte. Wiederum ein halbes Jahr später gewann sie in der Apertura 2018 mit América die mexikanische Frauenfußballmeisterschaft. 
Anfang 2020 wechselte Cuevas zu den Xolas de Tijuana und ein halbes Jahr später zum Club León, bei dem sie in der Saison 2020/21 unter Vertrag stand und auch aktuell (2022/23) wieder tätig ist. In der dazwischen gelegenen Saison 2021/22 war Cuevas für die Tuzas de Pachuca im Einsatz.
Außerdem ist Lucero Cuevas mexikanische Nationalspielerin.

## Erfolge

### Verein
- Mexikanischer Meister: Apertura 2018

### Persönlich
- Torschützenkönigin der Liga MX Femenil: Apertura 2017, Clausura 2018